# Сон Ён Чжэ
Сон Ён Чжэ (кор. 손연재; род. 28 мая 1994 года, Сеул, Республика Корея) — южнокорейская гимнастка, бронзовый призёр чемпионата мира 2014 года в упражнении с обручем, участница двух летних Олимпийских игр, многократная чемпионка континентальных чемпионатов. Обладательница первой в истории Южной Кореи медали на чемпионатах мира.

## Спортивная биография
В 2010 году юная корейская гимнастка выступила на летних Азиатских играх в китайском Гуанчжоу. В командном первенстве корейской сборной совсем немного не хватило для попадания на пьедестал, а в индивидуальном многоборье Сон показала в финале высокую сумму баллов и завоевала бронзовую медаль Азиатских игр. На чемпионате мира 2011 года Ён Чжэ немного не хватило для попадания в десятку в личном многоборье. Также Сон в составе сборной Кореи стала 8-й в групповом упражнении.
На летних Олимпийских играх 18-летняя Ён Чжэ дебютировала в 2012 году в Лондоне. По итогам квалификационного раунда в индивидуальном многоборье корейская гимнастка показала 6-й результат. В финале Сон смогла улучшить свой результат и заняла итоговое 5-е место, при этом в упражнениях с мячом и лентой она показала 3-й результат. В 2013 году на чемпионате мира в Киеве впервые смогла пробиться в финалы индивидуальных упражнений, но занять место выше 6-го ей ни разу не удалось. По итогам индивидуального многоборья корейская гимнастка заняла высокое 5-е место. На домашних летних Азиатских играх в Инчхоне южнокорейская сборная с Сон Ён Чжэ в составе заняла второе место в командах, уступив соперницам из Узбекистана, зато в индивидуальном многоборье Сон уверенно завоевала золотую медаль. Чемпионат мира 2014 года в турецком Измире сложился для Ён Чжэ очень удачно. По итогам индивидуального многоборья корейская гимнастка осталась 4-й, уступив лишь двум россиянкам и украинке Анне Ризатдиновой. Взять реванш за неудачу в многоборье Сон смогла в упражнении с обручем, где ей удалось обойти Ризатдинову и стать бронзовой медалисткой. Эта награда стала первой в истории Южной Кореи на чемпионатах мира по художественной гимнастике.
На домашней Универсиаде 2015 года Сон стала самой титулованной гимнасткой. На счету Ён Чжэ сразу три золотые, а также две серебряные медали. Повторить прошлогодний успех на мировом первенстве 2015 года Сон не удалось. Южнокорейская гимнастка была близка к попаданию на пьедестал в упражнении с мячом, но уступила белорусской спортсменке Мелитине Станюте всего лишь 0,134 балла. По итогам индивидуального многоборья Ён Чжэ показала 11-ю сумму баллов. Этот результат принёс южнокорейской сборной лицензию на участие в индивидуальном многоборье на летних Олимпийских играх 2016 года в Рио-де-Жанейро.
На Олимпийских играх 2016 года Сон была близка к попаданию в число призёров в многоборье. Квалификационный раунд кореянка прошла довольно уверенно, заняв пятое место. В финале в двух из четырёх упражнений Сон показала третий результат, а ещё в двух — четвёртый. Тем не менее стабильность в результатах не позволила Сон Ён Чжэ попасть в тройку сильнейших. По итогам соревнований корейская гимнастка заняла 4-е место, отстав от бронзовой медалистки украинки Анны Ризатдиновой всего на 0,7 балла. Также на счету Сон 11 золотых, 3 серебряные и 1 бронзовая награда с чемпионатов Азии.
В феврале 2017 года Сон Ён Чжэ объявила о завершении спортивной карьеры.

## Личная жизнь
- С 2011 года Сон Ён Чжэ постоянно тренируется в Новогорске под руководством Заслуженного тренера России Елены Нефёдовой[2].

## Программы
| Год       | Предмет | Музыкальная композиция                                               | Музыкальная композиция                                           |
| Год       | Предмет | Произведение                                                         | Композитор/Исполнитель                                           |
| --------- | ------- | -------------------------------------------------------------------- | ---------------------------------------------------------------- |
| 2016      | Обруч   | Valse                                                                | Николя Жорель                                                    |
| 2016      | Мяч     | Parla Piu Piano                                                      | Филиппа Джордано                                                 |
| 2016      | Булавы  | Libertango                                                           | Мичел Камило и Томатито                                          |
| 2016      | Лента   | Oye Negra                                                            | Терри Снайдер                                                    |
| 2015      | Обруч   | Cornish Rhapsody                                                     | Хьюберт Бат                                                      |
| 2015      | Мяч     | Somos                                                                | Рафаэль                                                          |
| 2015      | Булавы  | Па-де-де                                                             | Лондонский симфонический оркестр                                 |
| 2015      | Лента   | Cigani/I Know What you Want Que Dolor                                | !DelaDap Fanfare Ciocărlia                                       |
| 2014      | Обруч   | Дон Кихот                                                            | Людвиг Минкус                                                    |
| 2014      | Мяч     | Не отрекаются, любя                                                  | Марк Минков                                                      |
| 2014      | Булавы  | Bahrain                                                              | Princess                                                         |
| 2014      | Лента   | Luna Mezz’o Mare Seyra                                               | Патрицио Буанне Пётр Дранга                                      |
| 2013      | Обруч   | Турандот                                                             | Джакомо Пуччини                                                  |
| 2013      | Мяч     | My Way                                                               | Андре Рьё                                                        |
| 2013      | Булавы  | Лебединое озеро                                                      | Пётр Чайковский                                                  |
| 2013      | Лента   | Bella Bella Signorina                                                | Патрицио Буанне                                                  |
| 2012 (ОИ) | Обруч   | Па-де-де                                                             | Пётр Чайковский                                                  |
| 2012 (ОИ) | Мяч     | саундтрек Charlie Chaplin                                            |                                                                  |
| 2012 (ОИ) | Булавы  | Мадам Баттерфляй                                                     | Джакомо Пуччини                                                  |
| 2012 (ОИ) | Лента   | Jazz Machine Only You                                                | Black Machine Макс Грегер                                        |
| 2012      | Обруч   | Па-де-де                                                             | Пётр Чайковский                                                  |
| 2012      | Мяч     | Limelight Theme                                                      | Андре Рьё                                                        |
| 2012      | Булавы  | Мадам Баттерфляй                                                     | Джакомо Пуччини                                                  |
| 2012      | Лента   | Jazz Machine Only You                                                | Black Machine Макс Грегер                                        |
| 2011      | Обруч   | Па-де-де                                                             | Пётр Чайковский                                                  |
| 2011      | Мяч     | Mystic moon Limelight Theme                                          | Боуфайр Андре Рьё                                                |
| 2011      | Булавы  | Царевич и царевна                                                    | Николай Римский-Корсаков для Шехеразада                          |
| 2011      | Лента   | Samb adagio                                                          | Safri Duo                                                        |
| 2010      | Обруч   |                                                                      |                                                                  |
| 2010      | Мяч     | Venice rooftops / Ezio’s family / The Madam / Flight over Venice 2   | Йеспер Кюд для Assassin’s Creed II                               |
| 2010      | Булавы  | Have You Been Hanging Out With Vicars? / Vampires? Lesbian vampires! | Королевский филармонический оркестр для Убийцы вампирш-лесбиянок |
| 2010      | Лента   |                                                                      |                                                                  |